# 岡山港駅
岡山港駅（おかやまこうえき）は、かつて岡山市（現・南区）海岸通に存在した岡山臨港鉄道の駅（廃駅）である。岡山臨港鉄道線の廃止により、1984年（昭和59年）12月30日に廃駅となった。

## 歴史
岡山臨港鉄道開業時の終着駅であった。児島湾締切堤防完成前まで、児島湾対岸の北浦と渡し船で結ばれ、児島半島対岸住民の利用があった。1959年（昭和34年）2月に締切堤防が完成し、それ以降利用客が激減した。1958年（昭和33年）4月15日に無人化された。この時期、旅客用ホームが駅中心から運河と踏切を挟んで100 ｍ北に設けられ、以前の旅客用ホームは貨物の積卸場に変わった。1962年（昭和37年）6月に自社倉庫への専用線が新設された。1960年（昭和35年）より、南岡山駅（後の岡南元町駅）を折り返す旅客列車が増加し、晩年の乗降客数は、1日10人に満たない状況にまで至った。1973年（昭和48年）1月1日に旅客営業を廃止し、貨物駅となった。

## 利用状況
1984年度の統計によると、年間の貨物取扱量は、到着量0 t、発送量75 tであった。

## 隣の駅
岡山臨港鉄道
岡山臨港鉄道線
南岡山駅 - 岡山港駅